# TV Ceará
TV Ceará — бразильська громадська телевізійна станція, розташована у Форталезі, столиці штату Сеара, і ретранслює програми TV Cultura та TV Brasil.

## Історія
Канал був урочисто відкритий 7 березня 1974 року як TV Educativa (TVE), станція, підтримувана Освітньою фундацією штату Сеара (FUNEDUCE), мала на меті навчати учнів, які відвідували початкову школу в державних школах столичного регіону Форталеза, за допомогою системи дистанційного навчання в класах. FUNTELC почав керувати станцією в 1979 році, а на початку наступного десятиліття наземну систему з 150 ретрансляторами було встановлено по всій Сеарі, розширивши діапазон сигналу для учнів з понад двох тисяч шкіл штату. 27 вересня 2017 року TV Ceará, а також інші мовники в столичному регіоні Форталеза вимкнули свій аналоговий сигнал через канал 5 VHF. 8 січня 2018 року мовник ретранслював програми TV Cultura у змішаному партнерстві з TV Brasil.